# Oleksandr Dovzjenko
Oleksandr Petrovytsj Dovzjenko (Oekraïens: Олександр Петрович Довженко; Russisch: Александр Петрович Довженко) (Sosnytsja (Oblast Tsjernihiv), 11 september 1894 - Moskou (Sovjet-Unie), 25 november 1956) was een filmregisseur en scenarioschrijver van Oekraïense afkomst. Hij wordt beschouwd als een van de drie grote meesters van de stomme film in de Sovjet-Unie, samen met Sergej Eisenstein en Vsevolod Poedovkin. Dovzjenko's filmloopbaan liep van 1926 tot 1951. Daarnaast gaf hij ook les aan de VGIK (verbond staatsfilminstituut) en schreef hij artikelen over film.

## Biografie
Oleksandr Dovzjenko werd geboren op 29 augustus 1894 (volgens de juliaanse kalender) als zoon in een boerenfamilie in Sosnytsja (Сосниця), in de (huidige) Oekraïense provincie Tsjernihiv. Zijn familie stamt af van kozakken en immigreerde in de achttiende eeuw uit de naburige provincie Poltava. Oleksandr was de zevende van veertien kinderen, maar vanwege verscheidene sterfgevallen was hij op elfjarige leeftijd het oudste kind. Als reactie op de sterfgevallen (uiteindelijk overleefden alleen Oleksandr en een zusje) stortte hij zich op zijn schoolwerk en op het lezen. Hij werd de beste leerling van de klas en blonk uit in rekenen. Als oudste kind van zijn gezin voelde hij een sterke verantwoordelijkheid en nam hij een groot deel van de huishoudelijke taken op zich. Hij ontwikkelde zich tot perfectionist, niet alleen bij fysiek werk, maar ook op intellectueel gebied. Zijn schoolopleiding opende nieuwe mogelijkheden, vooral in een regio waar het overgrote deel van de bevolking ongeletterd was. In 1902 begon hij aan de basisschool in Sosnytsja en was een vlijtige en leergierige leerling.
In de herfst van 1911 deed Oleksandr met succes toelatingsexamens voor de kweekschool in Hloechib (Глухіб). In het najaar van 1914 werd hij docent natuurwetenschappen aan de tweede gemengde hogere basisschool in Zjytomyr (Житомир, ten westen van Kiev). Tot 1917 gaf hij daar les. Nadat Poolse troepen in het voorjaar van 1920 Zjytomyr hadden omsingeld, gingen Oleksandr en een collega op weg naar Kiev. Onderweg daarheen werden zij door Poolse soldaten gevangengenomen en ter dood veroordeeld, aangezien ze niet over de juiste papieren beschikten. Juist op het moment dat de executie zou plaatsvinden, kwam een sovjetpatrouille tussenbeide en na een vuurgevecht waren Oleksandr en zijn collega gered. Als gevolg van zijn scholing en genoten opleiding werd Oleksandr Dovzjenko lid van de intelligentsia. Hij was een ontwikkelde man met een politiek geweten.
Dovzjenko's filmloopbaan begon in 1926 in Odessa, waar hij de komedies Vasja de hervormer en Liefdesfruit en de spannende film De diplomatentas regisseerde. Zijn grote films, beginnend met Zvenigora, worden gekarakteriseerd door een unieke combinatie van lyriek, maatschappelijk commentaar, lichte satire en krachtige echo's van Oekraïense folklore. Dovzjenko's eerste film die ook buiten Oekraïne bekendheid kreeg, was Arsenaal (1929). De daaropvolgende film, Zemlja (Aarde, 1930) vestigde zijn internationale reputatie. In deze film wordt een poëtisch en geïdealiseerd beeld gegeven van de collectivisatie van de landbouw en wordt de beleving van natuur, landschap en het boerenleven tevoorschijn geroepen. Dovzjenko's eerste geluidsfilm, Ivan (1932), gaat over de ontwikkeling van een eenvoudige boer tot een toegewijde communistische arbeider tegen de achtergrond van de bouw van de dam in de Dnjepr, een van de grote projecten van het eerste vijf-jarenplan. De film "Earth" werd opgenomen in de lijst van de 12 beste films aller tijden en naties volgens de versie van de Wereldtentoonstelling in Brussel.
Aerograd (1935) bevestigde zijn vertrouwen in de toekomst van het verre oosten van de Sovjet-Unie. Sjtsjors (1939), gesitueerd in de burgeroorlog werd geproduceerd op suggestie van Stalin en won een staatsprijs in 1941.
Omdat Dovzjenko vreesde te worden gearresteerd en geëxecuteerd, moest hij met het stalinistische regime tot een vergelijk trachten te komen. Hij paste daarom zijn visie voor zijn latere films aan, maar ondanks zijn concessies inspireerde zijn latere werk de eerste post-stalinistische generatie filmmakers. Bevrijding (1940) bejubelt de hereniging van het westen van Oekraïne met de rest van het land volgens het nazi-Sovjetverdrag, en twee volgende films hadden de Tweede Wereldoorlog als thema.
In 1943 vond er desondanks een incident plaats naar aanleiding van zijn filmscenario "Oekraïne in vlammen", waarin Dovzjenko vooral de strategische fouten van de Sovjet-legerleiding aan het begin van de Tweede Wereldoorlog hekelde. Hij stuurde het scenario naar het Centrale Comité, waarna ook Stalin zich ermee begon te bemoeien en een bijeenkomst organiseerde, waar Aleksandr Sjtsjerbakov Stalin bijviel door Dovzjenko van extreem nationalisme te betichten. Stalin riep Dovzjenko persoonlijk op het matje en gaf hem een flinke uitbrander en stelde hem voor langere tijd min of meer op non-actief.
Pas na de dood van Stalin (1953) werd Dovzjenko door Nikita Chroesjtsjov gerehabiliteerd. Na het overlijden van Dovzjenko drong Chroesjtsjov er bij Oekraïne op aan om de Kiëv Filmstudio naar Dovzjenko te vernoemen, welke wens werd ingewilligd.
Een aantal door Dovzjenko onverfilmde scenario's werden later door zijn weduwe Joelia Solntseva verfilmd.

## Filmografie
- Vasja de hervormer
- Liefdesfruit
- De diplomatentas
- Zvenigora (1927)
- Arsenaal (1929)
- De aarde (1930)
- Ivan (1932)
- Aerograd (1935)
- Sjtsjors (1939)
- Bevrijding (1940)
- Mitsjoerin (1949)
- Proscaj Amerika - Bye,Bye America ! (1951)